# Cultivars de bananiers

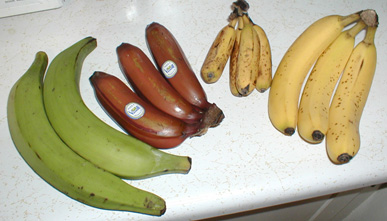
De gauche à droite : bananes plantains, rouges, Latundan et Cavendish.

Les cultivars de bananiers sont nombreux, et souvent désignés par de nombreux synonymes, ce qui a conduit à les classer en groupes.
Presque toutes les variétés cultivées (cultivars) modernes de bananes et plantains comestibles sont des hybrides polyploïdes de deux espèces de bananiers sauvages à graines, Musa acuminata et Musa balbisiana.
Les bananiers cultivés sont presque toujours parthénocarpiques (sans graines) et donc stériles, et sont donc propagés par voie végétative.
Ils sont classés en groupes selon un système basé sur le génome introduit en 1955 par Ernest Cheesman, Norman Simmonds et Kenneth Shepherd, qui indique le degré de l'héritage génétique de deux parents sauvages et le nombre de chromosomes (ploïdie).
Les fruits des cultivars dérivés de Musa acuminata sont plus susceptibles d'être utilisés comme bananes de dessert, tandis que ceux dérivés de Musa balbisiana et les hybrides des deux espèces produisent généralement des bananes plantains ou bananes à cuire,,.

## Classification des cultivars
Les bananiers ont été classés à l'origine par Linné dans deux espèces, qu'il appela Musa paradisiaca – qui donne les bananes à cuire (ou plantains), et Musa sapientum – qui donne les bananes de dessert.
Le principal centre de diversité des bananiers cultivés est l'Asie du Sud-Est.
L'exploration botanique de cette zone a conduit à nommer de nombreuses autres espèces, ainsi que des sous-espèces et des variétés.
Cependant, cette approche s'est avérée insuffisante pour traiter le grand nombre de variétés cultivées (cultivars) qui ont été découvertes, et par la suite beaucoup de noms de variétés se sont avérés être des synonymes.
En outre, on a découvert que les bananiers les plus cultivés sont en fait des hybrides entre les deux espèces sauvages, Musa acuminata et Musa balbisiana, et que les deux « espèces » de Linné constituaient en fait un hybride, qui est maintenant appelé Musa x paradisiaca.
Contrairement aux espèces sauvages, qui produisent des graines, les bananiers cultivés sont presque toujours sans pépins (parthénocarpiques) et donc stériles, de sorte qu'ils doivent être multipliés par voie végétative.
En 1955, les chercheurs britanniques Norman Simmonds et Kenneth Shepherd ont proposé d'abandonner le traditionnel nom botanique en latin pour les bananiers cultivés.
Cette approche préfigurait le Code international de nomenclature des plantes cultivées qui, en plus d'utiliser les noms latins sur la base du Code international de nomenclature pour les algues, les champignons et les plantes, donne aux cultivars des noms dans une langue parlée actuellement, entre guillemets simples, et les organise en « groupe de cultivars », désignés également par des noms vernaculaires.
Les cultivars de bananiers issus de Musa acuminata et de Musa balbisiana peuvent être classés en groupes de cultivars en utilisant deux critères.
Le premier est le nombre de chromosomes, selon que la plante est diploïde, triploïdes ou tétraploïde.
Le deuxième est la relation avec les deux espèces ancestrales, qui peut être déterminée par analyse génétique ou par un système de notation mis au point par Simmonds et Shepherd.
Un cultivar est noté sur 15 caractères, choisis parce qu'ils diffèrent entre les deux espèces. Chaque caractère reçoit une note comprise entre un et cinq selon qu'il est typique de Musa acuminata ou de Musa babisiana ou est entre les deux.
Ainsi, la note totale pour un cultivar sera comprise entre 15 si tous les caractères sont en accord avec Musa acuminata, à 75 si tous les caractères sont en accord avec Musa balbisiana. Des notes intermédiaires suggèrent une ascendance mixte : par exemple, pour la note 45 on pourrait s'attendre à des diploïdes avec des contributions génétiques égales des deux espèces
Les groupes sont ensuite nommés en utilisant une combinaison des lettres « A » et « B ».
Le nombre de lettres indique la ploïdie ; la proportion de « A » et de « B » la contribution des espèces ancestrales. Le groupe AAB, par exemple, comprend des cultivars triploïdes avec un héritage génétique tenant plus de Musa acuminata que de Musa balbisiana.
La note attendue pour les membres de ce groupe est de 35 environ.
À l'intérieur des groupes, les cultivars peuvent être répartis en sous-groupes et recevoir alors un nom tel que, par exemple Musa Groupe AAA (sous-groupe Cavendish) 'Robusta'.
| Caractéristiques                | Musa acuminata                                                                                   | Musa balbisiana                                                       |
| ------------------------------- | ------------------------------------------------------------------------------------------------ | --------------------------------------------------------------------- |
| Couleur du pseudo-tronc         | très marqué de taches noires ou brunes                                                           | non marqué ou taches légères                                          |
| Canal pétiolaire                | Bordures érigées, ou étalées avec des ailes scarifiées en dessous, non attachées au pseudo-tronc | Bordures incrustées, sans ailes en dessous, attachées au pseudo-tronc |
| Pédoncule                       | hérissé de poils fins                                                                            | glabre                                                                |
| Pédicelle                       | court                                                                                            | long                                                                  |
| Ovule                           | deux rangées régulières dans chaque loge                                                         | quatre rangées irrégulières dans chaque loge                          |
| Endossement de la bractée       | élevé (< 0,28)                                                                                   | bas (> 0,30)                                                          |
| Courbure de la bractée          | bractées s'enroulant après l'ouverture                                                           | bractées persistantes, mais non enroulées après l'ouverture           |
| Forme de la bractée             | lancéolée ou strictement ovale à partir de l'insertion                                           | généralement ovale                                                    |
| Sommet de la bractée            | aigu                                                                                             | obtus                                                                 |
| Couleur de la bractée           | Rouge foncé, gris violet ou jaune à l'extérieur, rose, gris violet ou jaune à l'intérieur        | nettement brun-violet à l'extérieur, rouge pourpre à l'intérieur      |
| Décoloration                    | décoloration en jaune de l'intérieur des bractées vers la base                                   | pas de décoloration                                                   |
| Dégénérescence de la bractée    | variablement ondulée en dessous de la cime                                                       | à peine notable                                                       |
| Tépales libres des fleurs mâles | nombreux plis variables sous l'apicule                                                           | ondulé                                                                |
| Couleur des fleurs mâles        | blanc ou crème                                                                                   | rouge rosâtre                                                         |
| Couleur des stigmates           | Orange ou jaune brillant                                                                         | Crème, jaune clair ou rose clair                                      |

En pratique, le système de notation et la classification associée ne sont pas aussi simples que l'implique le système de nommage de Simmonds et Shepherd.
Par exemple, un membre du groupe AAB devrait avoir une note d'environ un tiers de l'écart entre Musa acuminata et Musa balbisiana (c'est-à-dire environ 35) si un tiers de ses chromosomes proviennent de Musa balbisiana. Cependant, les cultivars 'Silk' et 'Pome', tous deux classés dans le groupe AAB, ont des notes de 26 et 46 respectivement.
Le cultivar 'Pelipita' est placé dans le groupe ABB, et devrait donc avoir 11 de ses 33 chromosomes dérivés de Musa acuminata.
Cependant, une technique appelée « hybridation génomique in situ » (GISH) a montré qu'en fait seuls 8 chromosomes avaient cette origine.
D'autres éléments de preuve suggèrent qu'une structure de génome plus complexe est présente chez d'autres cultivars de bananiers, de sorte que les noms de groupes ne doivent pas être pris strictement à leur valeur nominale.

## Cultivars
Le nombre total de cultivars de bananiers et plantains a été estimé à quelque chose de l'ordre de 300 à plus de 1000.
Les noms sont très confus, y compris dans un même pays.
Beaucoup de noms vernaculaires ne désignent pas un cultivar ou un clone unique ; par exemple 'Lady's Finger' ou 'Lady Finger' a servi à désigner des variétés appartenant à des groupes génomiques différents, comme AA et AAB.
Beaucoup d'autres noms sont des synonymes de cultivars cultivés dans les mêmes pays ou dans des pays différents.
Des essais ont été faits pour créer des listes de synonymes. En 2000, Valmayor et al. ont recensé les noms locaux équivalents de 68 cultivars dans cinq pays d'Asie du Sud (Philippines, Malaisie, Indonésie, Thaïlande et Viêt Nam), avec les noms usités au niveau international.
Ils ont considéré 81 autres cultivars comme uniques dans un pays donné.
En 2007, Ploetz et al. ont recensé davantage de noms et synonymes de cultivars, en mettant l'accent sur ceux qui sont cultivés dans les îles du Pacifique, mais en incluant certaines variétés cultivées dans des régions telles que l'Inde, l'Afrique et l'Amérique du Sud.
À titre d'exemple, pour le cultivar largement cultivé, 'Dwarf Cavendish', ils ont donné 58 synonymes dans 29 pays ou zones géographiques différents.
ProMusa, groupe de recherche scientifique sur le bananier, a créé une liste de noms de cultivars de bananiers sur la base de la documentation disponible.
Un développement récent dans la culture du bananier est l'utilisation de « somaclones ».
La micropropagation implique la culture de plantes à partir de très petites quantités de tissu source, parfois même à partir d'une cellule unique, dans des conditions stériles en utilisant des techniques artificielles pour déclencher la croissance.
Le but de la micropropagation est souvent de produire un grand nombre de descendants génétiquement identiques.
Cependant, en induisant des mutations par divers moyens, il est possible de produire des plantes qui diffèrent légèrement de la plante « mère » et les unes des autres (« variations somaclonales »).
En cultivant ces somaclones et en sélectionnant ceux qui ont des caractéristiques souhaitables, on peut créer de nouveaux cultivars qui sont très semblables à un cultivar existant, mais en diffèrent par un ou deux caractères, tels que la résistance aux maladies. Les somaclones ne peuvent être distingués que par analyse génétique.

### Groupe AA
Variétés diploïdes de Musa acuminata, bananiers sauvages et cultivars :
- 'Chingan'
- 'Lakatan'
- 'Lady Finger (en)' (Sugar banana)
- 'Pisang jari buaya' (Crocodile fingers)
- 'Señorita' (Monkoy, Arnibal, Cuarenta dias, Cariñosa, Pisang Empat Puluh Hari, Pisang Lampung)[11]
- 'Sinwobogi'

### Groupe AAA
Variétés triploïdes de Musa acuminata, bananiers sauvages et cultivars :
- Sous-groupe Cavendish :
  - 'Dwarf Cavendish'
  - 'Giant Cavendish' ('Williams')
  - 'Grand Nain' ('Chiquita')
  - 'Pisang Masak Hijau' (nom en Malaysie), 'Bungulan' (Philippines), 'Hamakua' (Hawaii), 'Lacatan'[12]...
  - 'Robusta'
- ''Red Dacca'
- 'Dwarf Red'
- 'Gros Michel'
- Bananiers des hauts plateaux de l'Est africain (sous-groupe AAA-EA)

### Groupe AAAA
Variétés tétraploïdes de Musa acuminata, bananiers sauvages et cultivars :
- 'Bodles Altafort'
- 'Golden Beauty'

### Groupe AAAB
Variétés tétraploïdes de Musa × paradisiaca :
- 'Atan'
- 'Goldfinger'

### Groupe AAB
Cultivars triploïdes de Musa × paradisiaca. Ce groupe contient le sous-groupe Plantain, composé de plantains « vrais » ou plantains africains - dont le centre de diversité se situe en Afrique occidentale et centrale, où un grand nombre de cultivars ont été domestiqués à la suite de l'introduction de plantains ancestraux d'Asie, il y a probablement 2000 à 3 000 ans.
Les sous-groupes Iholena et Maoli-Popo'ulu sont connus comme plantains du Pacifique.
- Sous-groupe Iholena - sous-groupe de bananes à cuire domestiqué dans la région du Pacifique[14]
- Sous-groupe Maoli-Popo'ulu - sous-groupe de bananes à cuire domestiqué dans la région du Pacifique[14]
  - 'Maqueño'
  - 'Popoulu'
- Sous-groupe Mysore - bananes à cuire et de dessert[15]
  - 'Mysore'
- Sous-groupe Pisang Raja :
  - 'Pisang Raja'
- Sous-groupe Plantain[13]
  - 'French plantain'
  - 'Green French'
  - 'Horn plantain' & 'Rhino Horn'
  - 'Nendran'
  - 'Pink French'
  - 'Tiger'
- Sous-groupe Pome :
  - 'Pome'
  - Prata-anã (Dwarf Brazilian, Dwarf Prata)
- Sous-groupe Silk
  - 'Latundan' (Silk, Apple)
- Autres :
  - 'Pisang Seribu'
  - 'Plu'

### Groupe AABB
Cultivars tétraploïdes de Musa × paradisiaca :
- 'Kalamagol'
- 'Pisang Awak' (Ducasse)

### Groupe AB
Cultivars diploïdes de Musa × paradisiaca :
- 'Ney Poovan'

### Groupe ABB
Cultivars triploïdes de Musa × paradisiaca :
- 'Blue Java' (Ice Cream, Ney mannan, Ash plantain, Pata hina, Dukuru, Vata)
- Sous-groupe Bluggoe
  - 'Bluggoe'
  - 'Silver Bluggoe'
- 'Pelipita' (Pelipia, Pilipia)
- Sous-groupe Saba
  - 'Saba' (Cardaba, Dippig)
  - 'Cardaba'
  - 'Benedetta'

### Groupe ABBB
Cultivars tétraploïdes de Musa × paradisiaca :
- 'Tiparot'

### Groupe BB
Variétés diploïdes de Musa balbisiana, bananiers sauvages :

### Groupe BBB
Variétés triploides de  Musa balbisiana, bananiers sauvages et cultivars :
- 'Kluai Lep Chang Kut' (?)